# Light novel di Re:Zero - Starting Life in Another World

Copertina del primo volume dell'edizione italiana, raffigurante l'eroina Emilia

Questa è la lista delle light novel della serie Re:Zero - Starting Life in Another World di Tappei Nagatsuki.
L'opera, scritta e ideata da Tappei Nagatsuki sotto lo pseudonimo di Nezumiiro Neko (鼠色猫? lett. "Gatto color topo"), ha iniziato la pubblicazione sul sito web Shōsetsuka ni narō il 20 aprile 2012. Concepita dall'autore come una serie di romanzi amatoriali, è stata poi adattata in una serie di light novel, illustrata da Shin'ichirō Ōtsuka, a partire dal 24 gennaio 2014. Quarantuno volumi sono stati pubblicati da Media Factory, sotto l'etichetta MF Bunko J, entro il 25 giugno 2025, oltre a sei storie secondarie sottotitolate Ex che ruotano attorno a vari personaggi e dodici raccolte di storie brevi. Inoltre sono presenti, sotto forma di capitoli di web novel, 6 storie alternative (If) nelle quali, nei bivi della trama, la storia prende una piega completamente diversa da quella principale. Il protagonista, in ognuna di queste realtà parallele, si macchia di un peccato capitale, eccetto la storia principale che rasenta l'Invidia (Rem If=Accidia; Butterfly Dream If=Lussuria; Kasaneru If=Avidità; Ayamatsu If=Superbia; Oboreru If=Ira; Tsugihagu If=Gola).
In Italia la serie è stata annunciata al Cartoomics 2017 da J-Pop e pubblicata da luglio 2017.

## Lista volumi

### Re:Zero - Starting Life in Another World
| 1  | 24 gennaio 2014 | ISBN 978-4-04-066208-4                                                      | 12 luglio 2017    | ISBN 978-88-3275-002-7 |
| 1  | Capitoli - Prologo. Il calore residuo dell'inizio (始まりの余熱?, Hajimari no yonetsu) - Capitolo 1. La fine dell'inizio (始まりの終わり?, Hajimari no owari) - Capitolo 2. Troppo tardi per opporre resistenza (遅すぎる抗い?, Oso sugiru aragai) - Capitolo 3. La fine e l'inizio (終わりと始まり?, Owari to hajimari) - Capitolo 4. La quarta è la volta buona (四度目の正直?, Shi-dome no shōjiki) - Capitolo 5. Ricominciare da zero in un altro mondo (ゼロから始まる異世界生活?, Zero kara hajimaru isekai seikatsu) - Epilogo. La luna ci sta guardando (お月さまが見てる?, O-tsuki-sama ga miteru) |                                                                             |                   |                        |
| 2  | 25 febbraio 2014 | ISBN 978-4-04-066309-8                                                      | 15 novembre 2017  | ISBN 978-88-3275-038-6 |
| 2  | Capitoli - Prologo. L'inizio dell'espiazione (贖いの始まり?, Aganai no hajimari) - Capitolo 1. Consapevolezza (自覚する感情?, Jikaku suru kanjō) - Capitolo 2. Il mattino della promessa si allontana (約束した朝は遠く?, Yakusoku shita asa wa tōku) - Capitolo 3. Rumore di catene (鎖の音?, Kusari no oto) - Capitolo 4. Nascondino demoniaco all'ora del crepuscolo (逢魔時の鬼ごっこ?, Ōmagatoki no onigokko) - Capitolo 5. Il mattino tanto atteso (待ち望んだ朝?, Machi nozonda asa) |                                                                             |                   |                        |
| 3  | 25 marzo 2014 | ISBN 978-4-04-066334-0                                                      | 4 aprile 2018     | ISBN 978-88-3275-337-0 |
| 3  | Capitoli - Capitolo 1. Subaru Natsuki: Restart! (ナツキ・スバルのリスタート?, Natsuki Subaru no Risutāto) - Capitolo 2. Dopo tante lacrime ho smesso di piangere (泣いて泣き喚いて泣き止んだから?, Naite naki wameite naki yanda kara) - Capitolo 3. Il significato del coraggio (勇気の意味?, Yūki no imi) - Capitolo 4. Possessione demoniaca (鬼がかったやり方?, Oni gakatta yarikata) - Intermezzo. Rem (?, レム, Remu) - Capitolo 5. All in (オールイン?, Ōru In) - Epilogo. Parliamo del futuro (未来の話?, Mirai no hanashi) - Intermezzo. Conversazione privata sotto la luna (月下の密談?, Gekka no mitsudan) |                                                                             |                   |                        |
| 4  | 25 giugno 2014 | ISBN 978-4-04-066780-5                                                      | 7 novembre 2018   | ISBN 978-88-3275-622-7 |
| 4  | Capitoli - Prologo. L'ostinazione del folle (愚か者の意地?, Orokamono no iji) - Capitolo 1. Ritorno alla capitale (再来の王都?, Sairai no ōto) - Capitolo 2. Protezioni, riunioni e promesse (加護と再会と約束と?, Kago to saikai to yakusoku to) - Capitolo 3. Rapporti più che pessimi (仲の悪すぎる面子?, Naka no waru sugiru mentsu) - Capitolo 4. Le candidate al trono e i loro cavalieri (王の候補者と、その騎士たち?, Ō no kōho-sha to sono kishi-tachi) - Capitolo 5. Subaru Natsuki, cavaliere autoproclamato (自称騎士、ナツキ・スバル?, Jishō kishi Natsuki Subaru) - Epilogo. Intenzioni cavalleresche (騎士たちの思惑?, Kishi-tachi no shiwaku) |                                                                             |                   |                        |
| 5  | 24 ottobre 2014 | ISBN 978-4-04-067122-2                                                      | 10 aprile 2019    | ISBN 978-88-3275-761-3 |
| 5  | Capitoli - Prologo. Il suo nome è... (その名はー?, Sono na wa) - Capitolo 1. Animo in decomposizione (腐敗する精神?, Fuhai suru seishin) - Capitolo 2. Il punto di svolta e la decisione di Rem (動き出す事態とレムの意思?, Ugokidasu jitai to Remu no ishi) - Capitolo 3. Un male chiamato disperazione (絶望という病?, Zetsubō to iu yamai) - Capitolo 4. Il volto della follia (狂気の外側?, Kyōki no sotogawa) - Capitolo 5. Accidia (怠惰?, Taida) - Postfazione |                                                                             |                   |                        |
| 6  | 25 marzo 2015 (ed. regolare & speciale) | ISBN 978-4-04-067468-1 (ed. regolare) ISBN 978-4-04-067191-8 (ed. speciale) | 16 ottobre 2019   | ISBN 978-88-349-0044-4 |
| 6  | Capitoli - Capitolo 1. Trattative immature (幼い交渉?, Osanai kōshō) - Capitolo 2. L'ingordigia di un maiale (豚の欲望?, Buta no yokubō) - Capitolo 3. Le fauci della Balena Bianca (白鯨の顎?, Hakugei no ago) - Capitolo 4. Parole che non mi permettono di dire (言葉にはさせない?, Kotoba ni wa sasenai) - Capitolo 5. Da zero (ゼロから?, Zero kara) - Capitolo 6. Carte da distribuire (配られたカード?, Kubarareta Kādo) - Postfazione |                                                                             |                   |                        |
| 7  | 25 settembre 2015 | ISBN 978-4-04-067780-4                                                      | 10 giugno 2020    | ISBN 978-88-349-0137-3 |
| 7  | Capitoli - Capitolo 1. Carte da distribuire (配られたカード?, Kubarareta Kādo) - Capitolo 2. La vigilia della battaglia decisiva (決戦前夜?, Kessen zen'ya) - Capitolo 3. La battaglia contro la Balena Bianca (白鯨攻略戦?, Hakugei kōryaku-sen) - Capitolo 4, Una scommessa che sfida la disperazione (絶望に抗う賭け?, Zetsubō ni aragau kake) - Capitolo 5. Wilhelm van Astrea (ヴィルヘルム・ヴォン・アストレア?, Viruherumu Von Asutorea) - Capitolo 6. Verso i territori dei Mathers (メイザース領への道?, Meizāsu-ryō e no michi) - Postfazione |                                                                             |                   |                        |
| 8  | 25 marzo 2016 | ISBN 978-4-04-068177-1                                                      | 21 ottobre 2020   | ISBN 978-88-349-1501-1 |
| 8  | Capitoli - Capitolo 1. Un lampo di accidia (怠惰一閃?, Taida issen) - Capitolo 2. Combattete! (ー戦え?, Tatakae) - Capitolo 3. Il significato del ritorno (帰ってきた意味?, Kaettekita imi) - Capitolo 4. Perfida accidia (悪辣なる怠惰?, Akuratsu naru taida) - Capitolo 5. Realizzazione di un patto (契約の履行?, Keiyaku no rikō) - Postfazione |                                                                             |                   |                        |
| 9  | 23 settembre 2016 | ISBN 978-4-04-068627-1                                                      | 14 aprile 2021    | ISBN 978-88-349-0614-9 |
| 9  | Capitoli - Prologo. Re: Start (Ｒｅ：スタート?, Re: Sutāto) - Capitolo 1. Un vangelo chiamato tepore (温もりという福音?, Nukumori to iu fukuin) - Capitolo 2. Preparativi dietro le quinte (お膳立ての舞台裏?, Ozendate no butaiura) - Capitolo 3. Il cavaliere autoproclamato e il migliore dei cavalieri (自称騎士と最優の騎士?, Jishō kishi to saiyū no kishi) - Capitolo 4. La morte di Accidia (怠惰の終焉?, Taida no shūen) - Capitolo 5. E questa è la storia (ーただそれだけの物語?, Tada soredake no monogatari) - Intermezzo. Breve scena sulla drago-carrozza (竜車でのひと時?, Ryūsha de no hitotoki) - Frammenti. Rem Natsuki (ナツキ・レム?, Natsuki Remu) - Intermezzo. Buon appetito (イタダキマス?, Itadakimasu) - Capitolo 6. A ciascuno il proprio giuramento (それぞれの、誓い?, Sorezore no chikai) - Postfazione |                                                                             |                   |                        |
| 10 | 25 ottobre 2016 | ISBN 978-4-04-068676-9                                                      | 19 gennaio 2022   | ISBN 978-88-349-0779-5 |
| 10 | Capitoli - Prologo. Sepolcro (墓所?, Bosho) - Capitolo 1. Il luogo del ritorno (帰り着いた場所へ?, Kaeritsuita basho e) - Capitolo 2. La strada per il Santuario (聖域への道中?, Seiiki e no douchū) - Capitolo 3. Riunione a lungo attesa (待ちかねた再会?, Machikaneta saikai) - Capitolo 4. Genitori e figlio (親子?, Oyako) - Capitolo 5. Un passo avanti (踏み出した一歩?, Fumidashita ippo) - Postfazione |                                                                             |                   |                        |
| 11 | 23 dicembre 2016 | ISBN 978-4-04-068770-4                                                      | 28 settembre 2022 | ISBN 978-88-349-1107-5 |
| 11 | Capitoli - Capitolo 1. (メイド・メイド・メイド?, Meido Meido Meido) - Capitolo 2. (少女の福音?, Shōjo no fukuin) - Capitolo 3. (ユージン?, Yūjin) - Capitolo 4. (命の価値?, Inochi no kachi) - Capitolo 5. (魔女達の茶会?, Majo-tachi no chakai) - Capitolo 6. (らぶらぶらぶらぶらぶらぶゆー?, Rabu Rabu Rabu Rabu Rabu Rabu Yū) |                                                                             |                   |                        |
| 12 | 25 marzo 2017 | ISBN 978-4-04-069143-5                                                      | 2025              | ISBN 978-88-349-2061-9 |
| 12 | Capitoli - Capitolo 1. (らぶらぶらぶらぶらぶらぶらぶらぶらぶらぶらぶらぶらぶらぶみー?, Rabu Rabu Rabu Rabu Rabu Rabu Rabu Rabu Rabu Rabu Rabu Rabu Rabu Rabu Mī) - Capitolo 2. (地獄なら知っている?, Jigoku nara shitteiru) - Capitolo 3. (四百年前からの叫び?, Yonhyakunen mae kara no sakebi) - Capitolo 4. (死の味?, Shi no aji) - Capitolo 5. (えんでぃんぐりすと?, Endingu Risuto) - Capitolo 6. (魔女の茶会?, Majo no chakai) |                                                                             |                   |                        |
| 13 | 24 giugno 2017 | ISBN 978-4-04-069285-2                                                      | 2025              | ISBN 978-88-349-1281-2 |
| 13 | Capitoli - Capitolo 1. (泣きたくなる音?, Nakitaku naru oto) - Capitolo 2. (勝算度外視?, Shōsan dogaishi) - Capitolo 3. (STRAIGHT BET?, Straight Bet) - Capitolo 4. (嘘と、嘘つきと、大法螺吹き?, Uso to usotsuki to ōborafuki) - Capitolo 5. (オットー・スーウェン?, Ottō Sūwen) - Capitolo 6. (信じる理由?, Shinjiru riyū) - Capitolo 7. (クウェインの石は一人じゃ上がらない?, Kuwein no ishi wa hitori ja agaranai) - Capitolo 8. (らぶれたー?, Rabu Retā) |                                                                             |                   |                        |
| 14 | 25 settembre 2017 | ISBN 978-4-04-069459-7                                                      | —                 | —                      |
| 14 | Capitoli - Capitolo 1. (――記憶の旅路?, Kioku no tabiji) - Capitolo 2. (聖域の始まりと、崩壊の始まり?, Seiiki no hajimari to, hōkai no hajimari) - Capitolo 3. (平家星の笑った日?, Heikeboshi no waratta hi) - Capitolo 4. (エリオール大森林の永久凍土?, Eriōru daishinrin no eikyūtōdo) - Capitolo 5. (唇には紅を引いて?, Kuchibiru ni wa beni o hiite) - Capitolo 6. (嘘を願いに?, Uso o negai ni) - Capitolo 7. (咆哮の再会?, Hōkō no saikai) |                                                                             |                   |                        |
| 15 | 25 dicembre 2017 | ISBN 978-4-04-069611-9                                                      | —                 | —                      |
| 15 | Capitoli - Capitolo 1. (ロズワール邸、最後の日?, Rozuwāru-tei, saigo no hi) - Capitolo 2. (水面に映る幸せ?, Minamo ni utsuru shiawase) - Capitolo 3. (――森の漆黒の王、ギルティラウの襲撃?, ―― Mori no shikkoku no ō, Girutirau no shūgeki) - Capitolo 4. (次はきっとお茶会を?, Tsugi wa kitto osakai o) - Capitolo 5. (血と臓物まで愛して?, Chi to zōmotsu made aishite) - Capitolo 6. (復讐から始まり?, Fukushū kara hajimari) - Capitolo 7. ――俺を選べ (―― Ore o erabe?) - Capitolo 8. (雪の顔型?, Yuki no kao-gata) - Capitolo conclusivo. (それぞれの歩み寄り?, Sorezore no ayumiyori) - Capitolo finale. (月下、出鱈目なステップ?, Gekka, detaramena Suteppu) - Appendice. (――再臨?, ―― Sairin) |                                                                             |                   |                        |
| 16 | 24 marzo 2018 | ISBN 978-4-04-069816-8                                                      | —                 | —                      |
| 16 | Capitoli - Capitolo 1. (始まりはいつも来訪者から?, Hajimari wa itsumo raihō-sha kara) - Capitolo 2. (水門都市プリステラ?, Suimon toshi Purisutera) - Capitolo 3. (意外な再会、来るべき再会、意図せぬ再会?, Igaina saikai, kitarubeki saikai, ito senu saikai) - Capitolo 4. (うるさい静寂?, Urusai shijima) - Capitolo 5. (劇場型悪意?, Gekijō-gata akui) |                                                                             |                   |                        |
| 17 | 25 settembre 2018 | ISBN 978-4-04-065158-3                                                      | —                 | —                      |
| 17 | Capitoli - Capitolo 1. (安易さの答え合わせ?, An'i-sa no kotae awase) - Capitolo 2. (氷炎の結末?, Hien no ketsumatsu) - Capitolo 3. (魔女教災害対策本部?, Majo kyō saigai taisaku honbu) - Capitolo 4. (ゴージャス・タイガー?, Gōjasu Taigā) - Capitolo 5. (都市庁舎奪湿作戦?, Toshi chōsha datsu shime sakusen) |                                                                             |                   |                        |
| 18 | 25 dicembre 2018 | ISBN 978-4-04-065380-8                                                      | —                 | —                      |
| 19 | 27 marzo 2019 | ISBN 978-4-04-065628-1                                                      | —                 | —                      |
| 20 | 25 giugno 2019 | ISBN 978-4-04-065795-0                                                      | —                 | —                      |
| 21 | 25 settembre 2019 | ISBN 978-4-04-064006-8                                                      | —                 | —                      |
| 22 | 25 marzo 2020 | ISBN 978-4-04-064553-7                                                      | —                 | —                      |
| 23 | 25 giugno 2020 | ISBN 978-4-04-064730-2                                                      | —                 | —                      |
| 24 | 25 settembre 2020 | ISBN 978-4-04-064945-0                                                      | —                 | —                      |
| 25 | 25 dicembre 2020 | ISBN 978-4-04-680080-0                                                      | —                 | —                      |
| 26 | 25 marzo 2021 | ISBN 978-4-04-680330-6                                                      | —                 | —                      |
| 27 | 25 giugno 2021 | ISBN 978-4-04-680510-2                                                      | —                 | —                      |
| 28 | 24 dicembre 2021 | ISBN 978-4-04-680998-8                                                      | —                 | —                      |
| 29 | 25 marzo 2022 | ISBN 978-4-04-681286-5                                                      | —                 | —                      |
| 30 | 24 giugno 2022 | ISBN 978-4-04-681476-0                                                      | —                 | —                      |
| 31 | 22 settembre 2022 | ISBN 978-4-04-681748-8                                                      | —                 | —                      |
| 32 | 23 dicembre 2022 | ISBN 978-4-04-682041-9                                                      | —                 | —                      |
| 33 | 29 marzo 2023 | ISBN 978-4-04-682331-1                                                      | —                 | —                      |
| 34 | 23 giugno 2023 | ISBN 978-4-04-682567-4                                                      | —                 | —                      |
| 35 | 25 settembre 2023 | ISBN 978-4-04-682863-7                                                      | —                 | —                      |
| 36 | 25 dicembre 2023 | ISBN 978-4-04-683156-9                                                      | —                 | —                      |
| 37 | 25 marzo 2024 | ISBN 978-4-04-683470-6                                                      | —                 | —                      |
| 38 | 25 giugno 2024 | ISBN 978-4-04-683704-2                                                      | —                 | —                      |
| 39 | 25 settembre 2024 | ISBN 978-4-04-684004-2                                                      | —                 | —                      |
| 40 | 24 marzo 2025 | ISBN 978-4-04-684634-1                                                      | —                 | —                      |
| 41 | 25 giugno 2025 | ISBN 978-4-04-684890-1                                                      | —                 | —                      |
| 42 | 25 settembre 2025 | ISBN 978-4-04-685184-0                                                      | —                 | —                      |

### Ex
| Nº   | Titolo italiano (traduzione letterale) Giapponese 「Kanji」 - Rōmaji | Data di prima pubblicazione              | Data di prima pubblicazione |
| Nº   | Titolo italiano (traduzione letterale) Giapponese 「Kanji」 - Rōmaji | Giapponese                               |                             |
| Ex   | Il sogno visto dal re leone 「獅子王の見た夢」 - Shishiō no mita yume | 25 giugno 2015 ISBN 978-4-04-067685-2    |                             |
| Ex   | Capitoli (traduzioni letterali dei titoli) - Capitolo 1. L'inizio di un sogno - Capitolo 2. Felix Argyle è un bel ragazzo - Capitolo 3. La valchiria delle terre del duca Karsten - Capitolo 4. La maledizione di Felix Argyle - Capitolo 5. Il sogno del re leone |                                          |                             |
| Ex 2 | La canzone d'amore del demone della spada 「剣鬼恋歌」 - Ken oni renka | 25 dicembre 2015 ISBN 978-4-04-068009-5  |                             |
| Ex 2 | Capitoli (traduzioni letterali dei titoli) - Capitolo 1. La canzone d'amore del demone della spada: Prima strofa - Capitolo 2. La canzone d'amore del demone della spada: Seconda strofa - Capitolo 3. La canzone d'amore del demone della spada: Terza strofa - Capitolo 4. La canzone d'amore del demone della spada: Quarta strofa - Capitolo 5. La canzone d'amore del demone della spada: Quinta strofa - Capitolo 6. La canzone d'amore del demone della spada: Sesta strofa - Capitolo 7. La canzone d'amore del demone della spada: Settima strofa - Capitolo 8. La canzone d'amore del demone della spada: Interludio - Capitolo 9. La canzone d'amore del demone della spada: Strofa finale |                                          |                             |
| Ex 3 | La storia d'amore del demone della spada 「剣鬼恋譚」 - Ken oni koi tan | 25 giugno 2018 ISBN 978-4-04-069953-0    |                             |
| Ex 3 | Capitoli (traduzioni letterali dei titoli) - Capitolo 1. La storia d'amore del demone della spada: Il loro racconto successivo (王選前日譚 その後の二人?, Kenki rentan sonogo no futari) - Capitolo 2. La storia d'amore del demone della spada: Giorno del matrimonio (剣鬼恋譚「婚礼の日」?, Kenki rentan konrei no hi) - Capitolo 3. La storia d'amore del demone della spada: Duello del Picoutatte (剣鬼恋譚 ピックタットの銀華乱舞?, Kenki rentan Pikkutatto no ginka Ranbu) - Capitolo 4. Interludio degli innamorati |                                          |                             |
| Ex 4 | I grandi viaggi 「最優紀行」 - Noriyuki | 25 dicembre 2019 ISBN 978-4-04-064265-9  |                             |
| Ex 4 | Capitoli (traduzioni letterali dei titoli) - Capitolo 1. Prequel della selezione reale: Diplomazia di spargimento di sangue - Capitolo 2. Prequel della selezione reale: La danza del fiore d'argento del santo della spada e del fulmine |                                          |                             |
| Ex 5 | Il racconto della principessa scarlatta 「緋色姫譚」 - Hiiro himetan | 25 settembre 2021 ISBN 978-4-04-680768-7 |                             |
| Ex 5 | Capitoli (traduzioni letterali dei titoli) - Capitolo 1. Ulteriore bagliore cremisi - Capitolo 2. La contessa cremisi e il gladiatore |                                          |                             |
| Ex 6 | Ballata di battaglia del demone della spada 「剣鬼戦歌」 - Kenki senka | 25 dicembre 2024 ISBN 978-4-04-684340-1  |                             |
| Ex 6 | Capitoli (traduzioni letterali dei titoli) - Prologo. Fiamme di guerra - Capitolo 1. Primo risultato - Capitolo 2. Proclamazione di calamità - Capitolo 3. Il fiore nascosto - Capitolo 4. Tinto nella foschia - Capitolo 5. Mille fiamme - Capitolo 6. Un lampo di splendore - Capitolo 7. Ballata di battaglia |                                          |                             |

### Raccolte di storie brevi
| 1  | 25 dicembre 2014 | ISBN 978-4-04-067197-0 |
| 1  | Capitoli (traduzioni letterali dei titoli) - Capitolo 1. Racconto eroico da capo - Capitolo 2. La vacanza irrequieta della cameriera (メイド長の心安まらない休日?, Meido-chō no kokoro yasumaranai kyūjitsu) - Capitolo 3. Il giorno in cui ho rinunciato a diventare una star - Capitolo 4. Emilia nel Paese delle Meraviglie |                        |
| 2  | 24 giugno 2016 | ISBN 978-4-04-068414-7 |
| 2  | Capitoli (traduzioni letterali dei titoli) - Capitolo 1. Una canzone d'amore per EMT (EMTにラブソングを?, EMT ni Rabu Songu o) - Capitolo 2. Ram is Order (ラム・イズ・オーダー?, Ramu izu Ōdā) - Capitolo 3. Operazione Kokkuri - Capitolo 4. La riluttante promessa della bibliotecaria Beatrice (司書ベアトリスの不本意な約束?, Shisho Beatorisu no fuhoni na yakusoku) - Capitolo 5. A qualcuno piace il freddo - Capitolo 6. Panico alcolico (アルコール・パニック?, Arukōru Panikku) |                        |
| 3  | 25 dicembre 2017 | ISBN 978-4-04-069609-6 |
| 3  | Capitoli (traduzioni letterali dei titoli) - Capitolo 1. My Fair Bad Lady (マイ・フェア・バッドレディ?, Mai Fea Baddo Redi) - Capitolo 2. Il mondo che Petra ha visto (――ペトラの見た世界?, Petora no mita sekai) - Capitolo 3. L'ordinario giorno felice di Rem (レムの極々平凡で幸せな一日?, Remu no gokugoku heibon de shiawase na tsuitachi) - Capitolo 4. Kararagi Girl Meets Cats (カララギガール・ミーツ・キャッツ?, Kararagigāru Mītsu Kyattsu) - Capitolo 5. Luce solare sull'acqua (陽光、水面照らして――?, Yōkō, minamo terashite ――) |                        |
| 4  | 27 marzo 2019 | ISBN 978-4-04-065629-8 |
| 4  | Capitoli (traduzioni letterali dei titoli) - Capitolo 1. La vita da elezione reale di Felt-chan da capo (フェルトちゃん、ゼロから始める王選生活?, Feruto-chan, zero kara hajimeru ō-sen seikatsu) - Capitolo 2. Elezione reale vita da capo: Il leone d'oro e il santo della spada (ゼロから始める王選生活 金獅子と剣聖?, Zero kara hajimeru ō-sen seikatsu kinshishi to ken se) - Capitolo 3. Orgoglio e pregiudizio e zombie (高慢と偏屈とゾンビ?, Kōman to henkutsu to Zonbi) - Capitolo 4. Il record di vendite di gioia e dolore di Otto (オットーの、悲喜こもごも行商録?, Ottō no, hikikomogomo gyōshō-roku) |                        |
| 5  | 25 settembre 2019 | ISBN 978-4-04-064126-3 |
| 5  | Capitoli (traduzioni letterali dei titoli) - Capitolo 1. Prequel della selezione reale: Il successore del blu (王選前日譚「青の継承者」?, Ōsen zenjitsutan `Ao no keishō-sha') - Capitolo 2. Kararagi Girl & Cat's Eye (カララギガール&キャッツアイ?, Kararagi Gāru & Kyattsu Ai) - Capitolo 3. I tre idioti partono! Episodio del ragno terrestre (三馬鹿が行く！土蜘蛛編?, Sanbaka ga iku! Tsuchigumo-hen) |                        |
| 6  | 20 luglio 2020 | ISBN 978-4-04-064585-8 |
| 6  | Capitoli (traduzioni letterali dei titoli) - Capitolo 1. Giorno della benedizione EX del villaggio nascosto della sorella oni (隠れ里の鬼姉妹Ex 祝福の日?, Kakurezato no oni shimai EX shukufuku no hi) - Capitolo 2. I tre idioti partono! Episodio della statua della dea maledetta (三馬鹿が行く！呪われた女神像編?, Sanbaka ga iku! Norowareta joshinzō-hen) - Capitolo 3. Il dopo il tè della strega / I requisiti per essere una strega (魔女のアフターティーパーティー / 魔女の条件?, Majo no Afutātī Pātī / Majo no jōken) |                        |
| 7  | 24 giugno 2022 | ISBN 978-4-04-681478-4 |
| 7  | Capitoli (traduzioni letterali dei titoli) - Capitolo 1. Lugunican Papers (prima parte) (Lugunican Papers 前編?, Lugunican Papers zenpen) - Capitolo 2. Sword Identity (prima parte) (Sword Identity 前編?, Sword Identity zenpen) - Capitolo 3. La lega scarlatta (緋色連盟?, Hiiro renmei) |                        |
| 8  | 23 dicembre 2022 | ISBN 978-4-04-682042-6 |
| 8  | Capitoli (traduzioni letterali dei titoli) - Capitolo 1. Stand by me Pleiades primo episodio (Stand by me Pleiades 1話?, Stand by me Pleiades 1-wa) - Capitolo 2. Stand by me Pleiades secondo episodio (Stand by me Pleiades 2話?, Stand by me Pleiades 2-wa) - Capitolo 3. Stand by me Pleiades quarto episodio (Stand by me Pleiades 4話?, Stand by me Pleiades 4-wa) - Capitolo 4. Stand by me Pleiades sesto episodio (Stand by me Pleiades 6話?, Stand by me Pleiades 6-wa) - Capitolo 5. Poltergeist Story (Poltergeist Story?) - Capitolo 6. Very Very Rough Justice (Very Very Rough Justice?) - Storia breve. Poltergeist Story Extra (Poltergeist Story Extra?) |                        |
| 9  | 25 settembre 2023 | ISBN 978-4-04-682862-0 |
| 9  | Capitoli (traduzioni letterali dei titoli) - Capitolo 1. Lugunican Hustle (prima parte) (Lugunican Hustle 前編?, Lugunican Hustle zenpen) - Capitolo 2. Golden Siblings (prima parte) (Golden Siblings 前編?, Golden Siblings zenpen) - Capitolo 3. Brotherhood of Pleiades primo episodio (Brotherhood of Pleiades 1話?, Brotherhood of Pleiades 1-wa) - Capitolo 4. Brotherhood of Pleiades terzo episodio (Brotherhood of Pleiades 3話?, Brotherhood of Pleiades 3-wa) - Storia breve 1. Lugunican Hustle Extra (Lugunican Hustle Extra?) - Storia breve 2. Golden Siblings Extra (Golden Siblings Extra?) |                        |
| 10 | 25 marzo 2024 | ISBN 978-4-04-683471-3 |
| 10 | Capitoli (traduzioni letterali dei titoli) - Capitolo 1. Il leone d'oro e il santo della spada / Rivolta nelle Fiandre (parte introduttiva) (金獅子と剣聖、フランダース騒乱1?, Kinshishi to kensei, Furandāsu sōran 1) - Capitolo 2. Il leone d'oro e il santo della spada / Rivolta nelle Fiandre (parte dell'incidente) (金獅子と剣聖、フランダース騒乱3?, Kinshishi to kensei, Furandāsu sōran 3) - Capitolo 3. Il dopo tè della strega / One Wild Night (魔女のアフターティーパーティー ／ One Wild Night 前編?, Majo no Afutātīpātī / One Wild Night zenpen) - Storia breve 1. Il leone d'oro e il santo della spada / Rivolta nelle Fiandre (seguito) (金獅子と剣聖／フランダース騒乱（後日談）?, Kinshishi to kensei, Furandāsu sōran (gojitsu-dan)) - Storia breve 2. Il dopo tè della strega / One Wild Night Extra (魔女のアフターティーパーティー ／ One Wild Night Extra?, Majo no Afutātīpātī / One Wild Night Extra) |                        |
| 11 | 25 ottobre 2024 | ISBN 978-4-04-684160-5 |
| 11 | Capitoli (traduzioni letterali dei titoli) - Capitolo 1. Once upon a time in Lugunica (Once upon a time in Lugunica?) - Capitolo 2. Elegant Lesson (Elegant Lesson?) - Capitolo 3. La lotta per gli affari interni di Otto Suwen (オットー・スーウェンの内政奮闘記?, Ottō Sūen no naisei funtō-ki) - Capitolo 4. L'enciclopedia attenta di Joshua Juukulius (ヨシュア・ユークリウスの油断大敵慎重百科?, Yoshua yūkuriusu no yudan taiteki shinchō hyakka) - Capitolo 5. Il resoconto della lotta di Petra nella fazione di Emilia (ペトラのエミリア陣営奮闘記?, Petora no Emiria jin'ei funtō-ki) - Capitolo 6. Il morso d'amore e passione di Mimi Pearlbaton (ミミ・パールバトンのアイとジョーネツのガブリ?, Mimi Pārubaton no ai to jōnetsu no gaburi) - Capitolo 7. Gli applausi di Priscilla per me, parte del padre ubriaco (プリシラの妾万歳、酒浸り親父編?, Purishira no mekake banzai, sakebitari oyaji-hen) - Storia breve 1. Elegan Lesson dopo (Elegant Lesson あふたー?, Elegan Lesson a futa) - Storia breve 2. L'enciclopedia attenta di Joshua Juukulius Ex (ヨシュア・ユークリウスの油断大敵慎重百科Ex?, Yoshua Yūkuriusu no yudan taiteki shinchō hyakka Ex) |                        |
| 12 | 25 aprile 2025 | ISBN 978-4-04-684719-5 |
| 12 | Capitoli (traduzioni letterali dei titoli) - Capitolo 1. First Mission (First Mission?) - Capitolo 2. Once Upon a Time in Lugunica II (Once Upon a Time in Lugunica II?) - Capitolo 3. Guardiano della fiamma cremisi (紅炎の守護者?, Kuen no gādian) - Storia breve 1. First Mission After (First Mission After?) - Storia breve 2. Once Upon a Time in Lugunica II After (Once Upon a Time in Lugunica II After?) |                        |